# 蔚山運転免許試験場
蔚山運転免許試験場（ウルサンうんてんめんきょしけんじょう）は蔚山広域市蔚州郡上北面にある道路交通公団の運転免許試験場である。

## 施設概要
- 技能試験場
- 受付
- 学科試験室

## 学科試験
- PC式
- 手話ビデオ（重度の聴覚障害者対象）

## 技能試験が可能な運転免許の種類

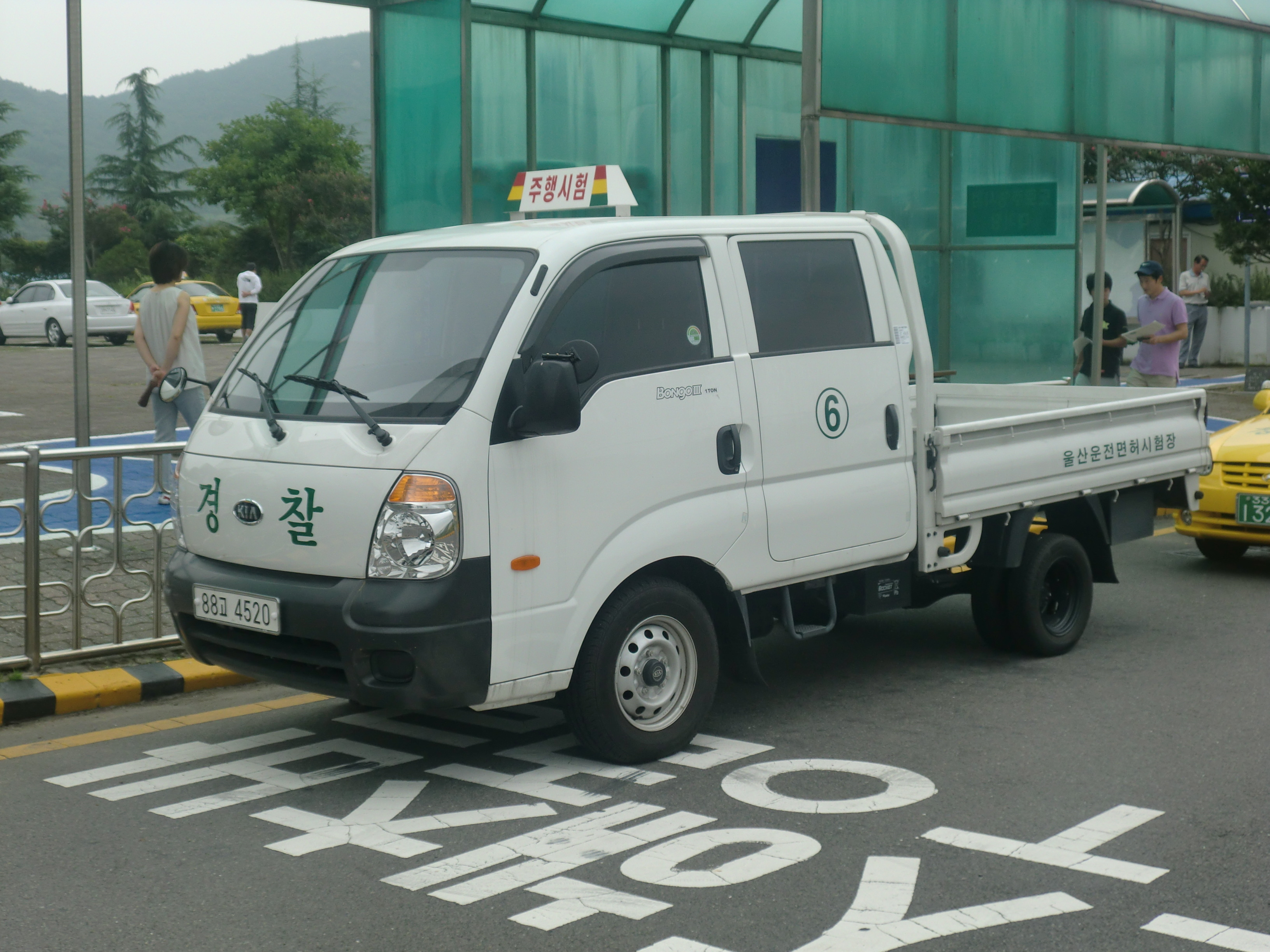
試験場内にある第一種普通免許の技能試験車（路上試験用）（キア・ボンゴ）

各運転免許の詳細については運転免許の区分を参照
- 第一種大型免許
- 第一種特殊免許（トレーラー）
- 第二種特殊免許（レッカー）
- 第一種普通免許
- 第二種普通免許
- 第二種小型免許
- 第二種原動機付自転車免許

## 交通アクセス
彦陽市外バスターミナルから323番、338番、953番、蔚山市外バスターミナルから807番（石南寺方向）で免許試験場下車